# Olympische Sommerspiele 1904/Leichtathletik – 60 m (Männer)
Der 60-Meter-Lauf der Männer bei den Olympischen Spielen 1904 in St. Louis wurde am 29. August oder 1. September 1904 im Francis Field ausgetragen. – Laut unten benannter SportsReference-Seite war es der 29. August, bei der unten angegebenen Literatur von zur Megede wird der 1. September benannt.
Das Finale bestand ausschließlich aus US-Amerikanern. Olympiasieger wurde Archie Hahn vor William Hogenson. Den dritten Rang belegte Fay Moulton.

## Rekorde
| OR / WR | 7,0 s | Alvin Kraenzlein | USA | OS Paris, 15. Juli 1900 |

Folgende Rekorde wurden im 60-Meter-Lauf bei den Olympischen Spielen 1904 gebrochen oder eingestellt:
| ORe / WRe | 7,0 s | Clyde Blair      | USA | 1. Vorlauf |
| ORe / WRe | 7,0 s | William Hogenson | USA | 2. Vorlauf |
| ORe / WRe | 7,0 s | Archie Hahn      | USA | Finale     |

## Ergebnisse

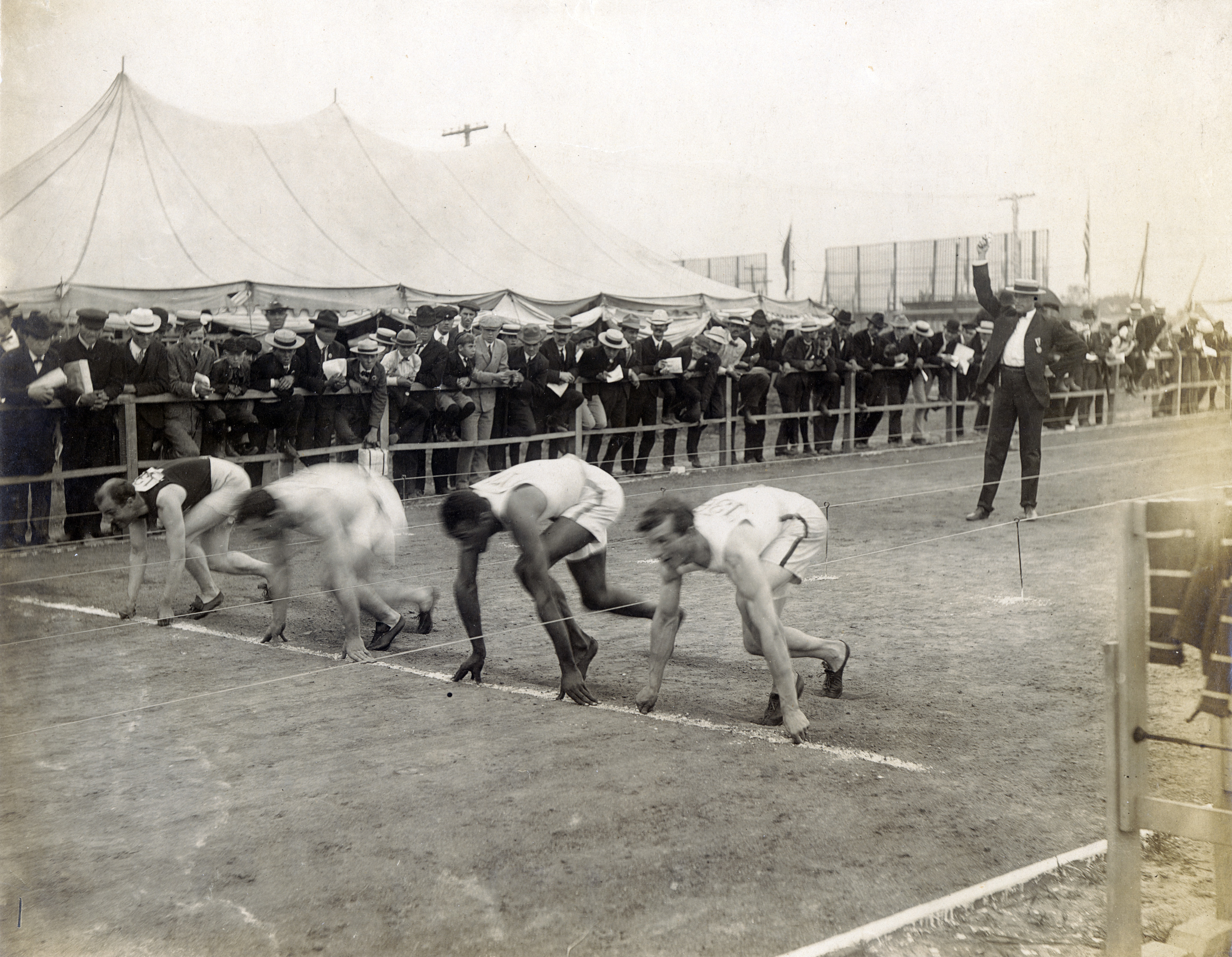
Start des ersten Vorlaufs (von links nach rechts): Meyer Prinstein, George Poage, Clyde Blair, Will Hunter

### Vorläufe
29. August oder 1. September
Die Sieger der vier Vorläufe (farbig unterlegt) kamen direkt ins Finale, die Zweitplatzierten qualifizierten sich für einen Hoffnungslauf. Die Angaben sind SportsReference entnommen.

#### 1. Vorlauf
| Platz | Athlet          | Land | Zeit (s) |
| ----- | --------------- | ---- | -------- |
| 1     | Clyde Blair     | USA  | 7,0 WRe  |
| 2     | Meyer Prinstein | USA  | k. A.    |
| 3     | Will Hunter     | USA  | k. A.    |
| 4     | George Poage    | USA  | k. A.    |

#### 2. Vorlauf
| Platz | Athlet           | Land | Zeit (s) |
| ----- | ---------------- | ---- | -------- |
| 1     | William Hogenson | USA  | 7,0 WRe  |
| 2     | Frank Castleman  | USA  | k. A.    |

#### 3. Vorlauf

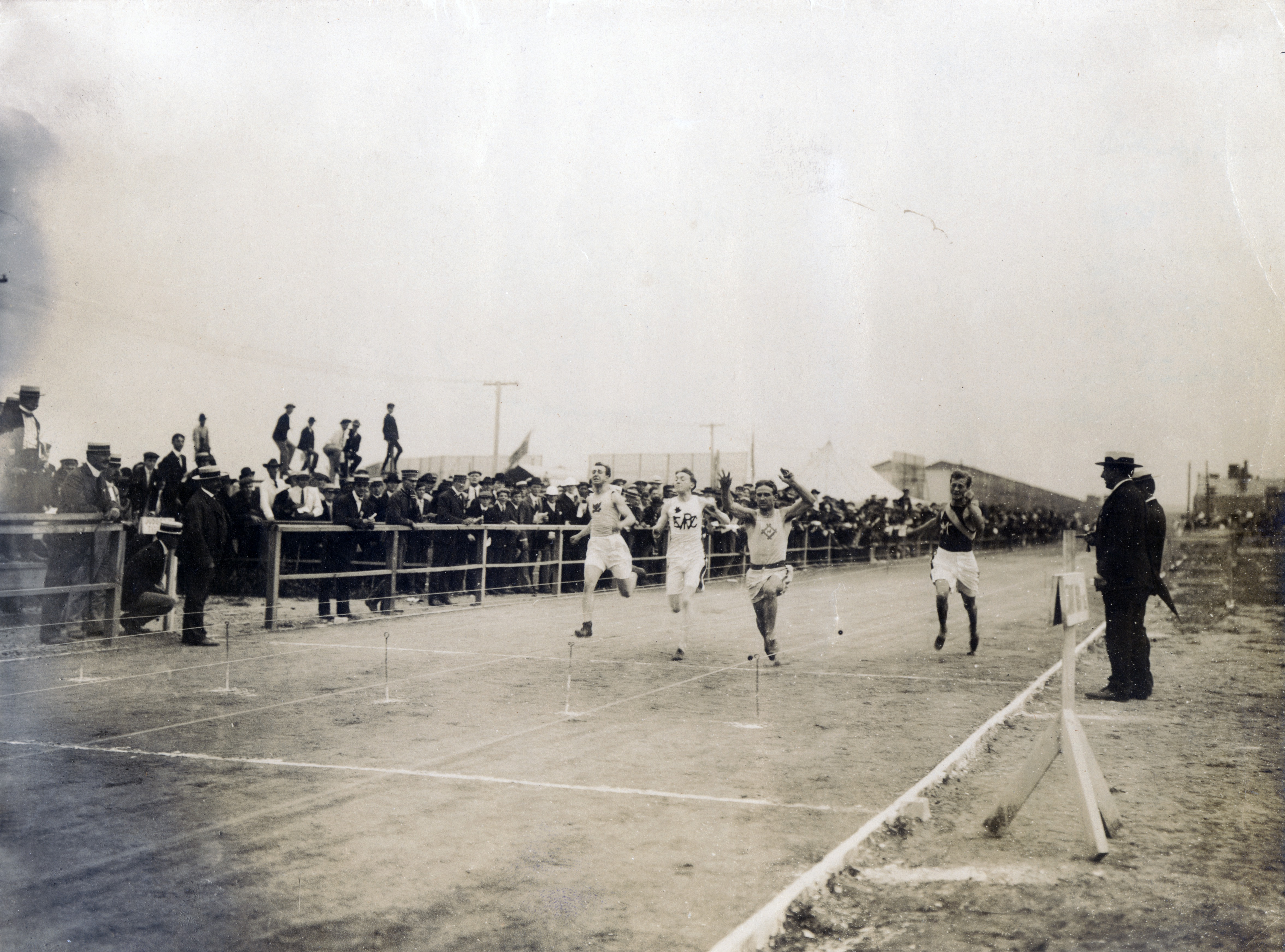
Dritter Vorlauf (v. l. n. r.): Béla Mező, Robert Kerr, Archie Hahn, Lawson Robertson

| Platz | Athlet           | Land   | Zeit (s) |
| ----- | ---------------- | ------ | -------- |
| 1     | Archie Hahn      | USA    | 7,2      |
| 2     | Robert Kerr      | Kanada | k. A.    |
| 3     | Lawson Robertson | USA    | k. A.    |
| 4     | Béla Mező        | Ungarn | k. A.    |

#### 4. Vorlauf
| Platz | Athlet        | Land | Zeit (s) |
| ----- | ------------- | ---- | -------- |
| 1     | Fay Moulton   | USA  | k. A.    |
| 2     | Nate Cartmell | USA  | k. A.    |

### Hoffnungslauf

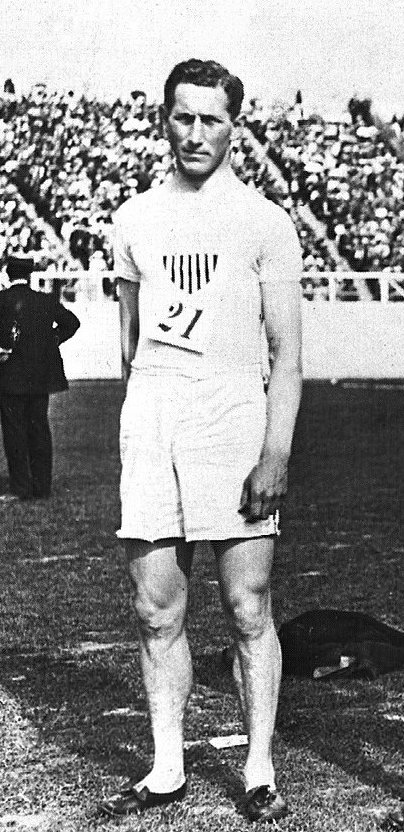
Nate Cartmell – ausgeschieden als Dritter des Hoffnungslaufs
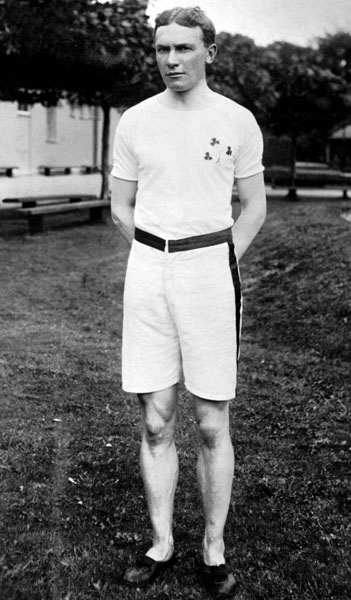
Robert Kerr – Vierter im Hoffnungslauf und damit nicht im Finale

29. August oder 1. September
Die beiden Erstplatzierten des Hoffnungslaufs (farbig unterlegt) komplettierten den Endlauf.
| Platz | Athlet          | Land   | Zeit (s) |
| ----- | --------------- | ------ | -------- |
| 1     | Frank Castleman | USA    | 7,2      |
| 2     | Meyer Prinstein | USA    | 7,2      |
| 3     | Nate Cartmell   | USA    | k. A.    |
| 4     | Robert Kerr     | Kanada | k. A.    |

### Finale
29. August oder 1. September

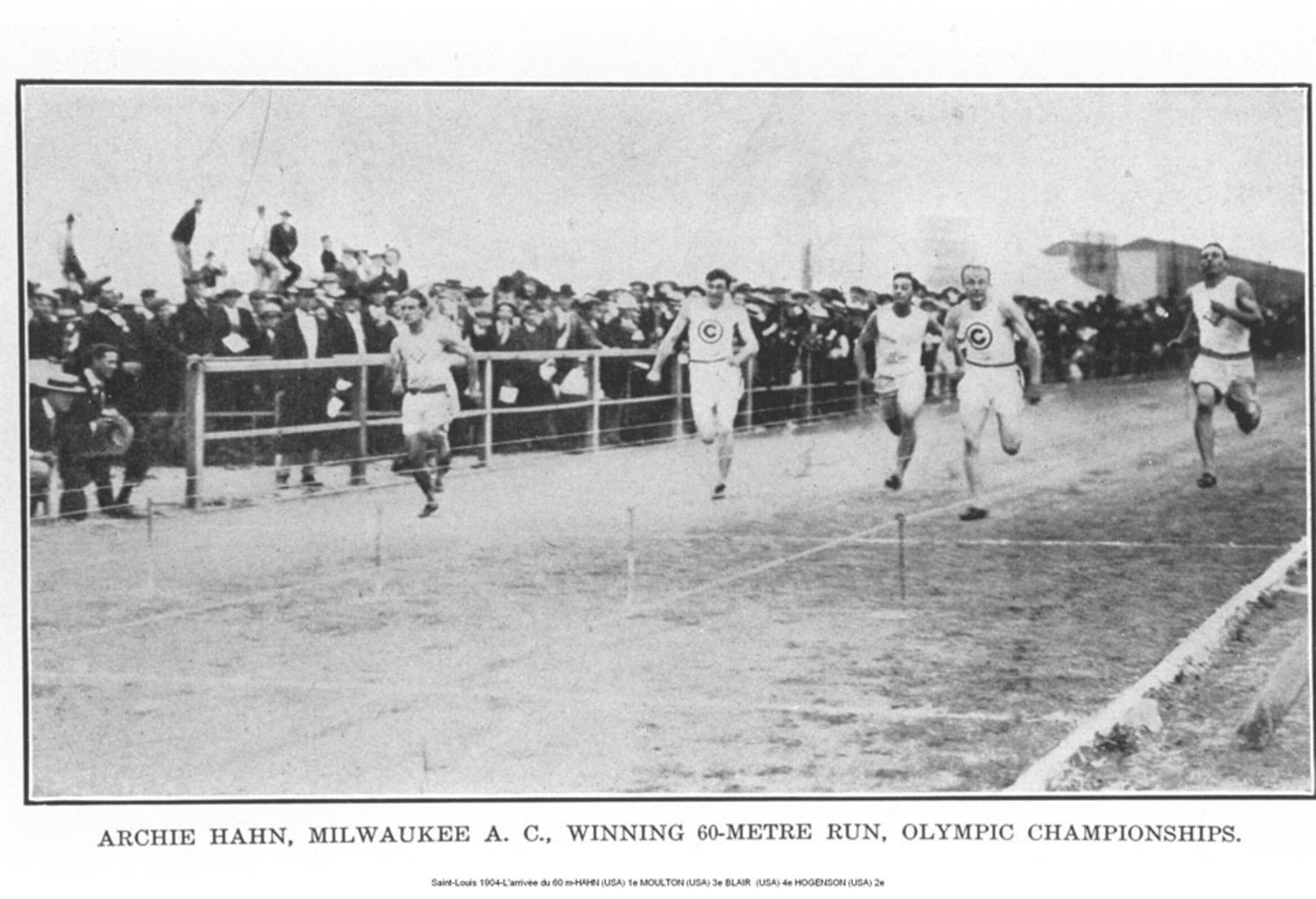
Das 60-Meter-Finale (v. l. n. r.): Archie Hahn, Fay Moulton, Clyde Blair, William Hogenson, Frank Castleman

Die folgende Tabelle erfasst die in drei Quellen abweichend voneinander angegebenen Zeiten.
| Platz | Athlet           | Land | Zeit (s)        | Zeit (s)      | Zeit (s)        |
| Platz | Athlet           | Land | SportsReference | IOC-Seite     | zur Megede      |
| ----- | ---------------- | ---- | --------------- | ------------- | --------------- |
| 1     | Archie Hahn      | USA  | 7,0 WRe00000    | 7,0 WRe00000  | 7,0 WRe00000    |
| 2     | William Hogenson | USA  | 7,20000000000   | 7,20000000000 | 7,3 (geschätzt) |
| 3     | Fay Moulton      | USA  | 7,20000000000   | 7,20000000000 | 7,3 (geschätzt) |
| 4     | Clyde Blair      | USA  | 7,20000000000   | 7,20000000000 | 7,3 (geschätzt) |
| 5     | Meyer Prinstein  | USA  | k. A.           | k. A.         | k. A.           |
| 6     | Frank Castleman  | USA  | k. A.           | k. A.         | k. A.           |

Der Sieger Archie Hahn machte sich später mit seinem Werk How to Sprint auch als Lehrbuchautor einen Namen. Er war der überragende Sprinter bei diesen Spielen, für ihn gab es dreimal Gold über 60, 100 und 200 Meter.

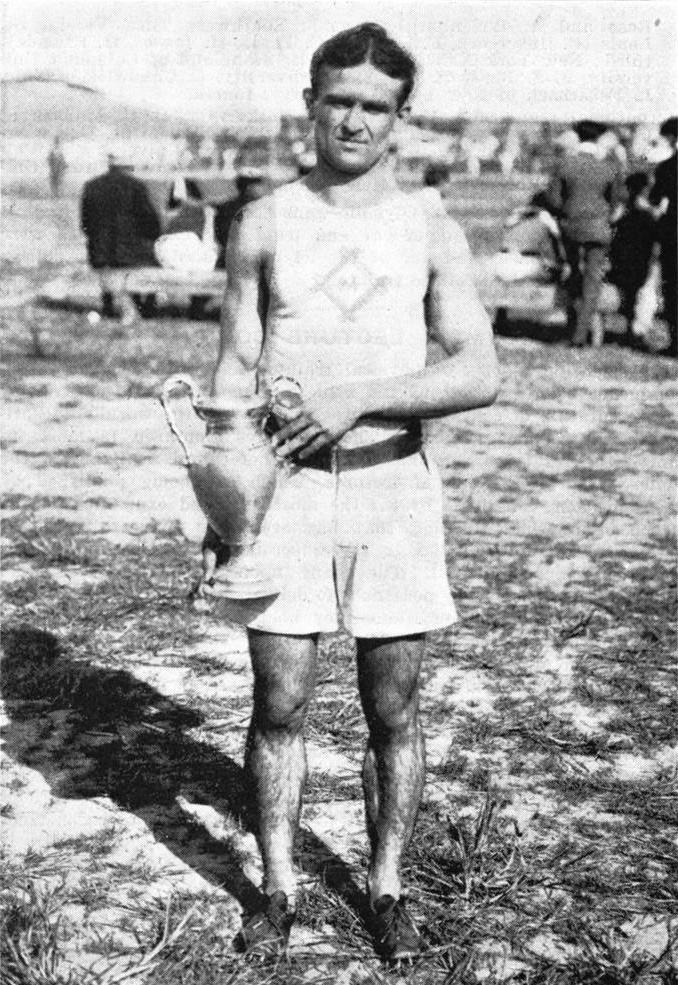
Olympiasieger ArchieHahn entschied auch die Rennen über 100 und 200 Meter für sich
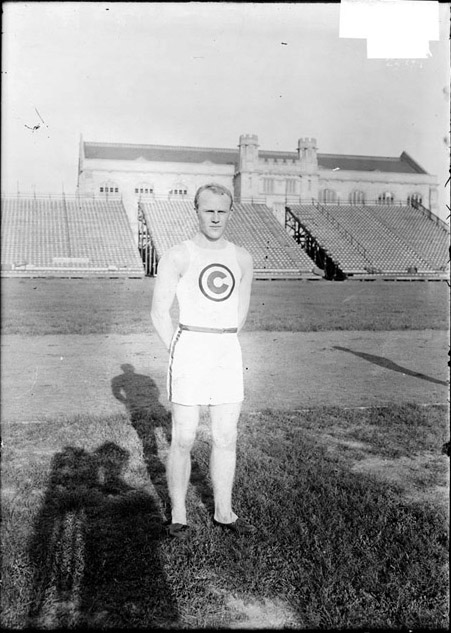
Der Olympiazweite William Hogenson, auch Dritter über 100 und 200 Meter
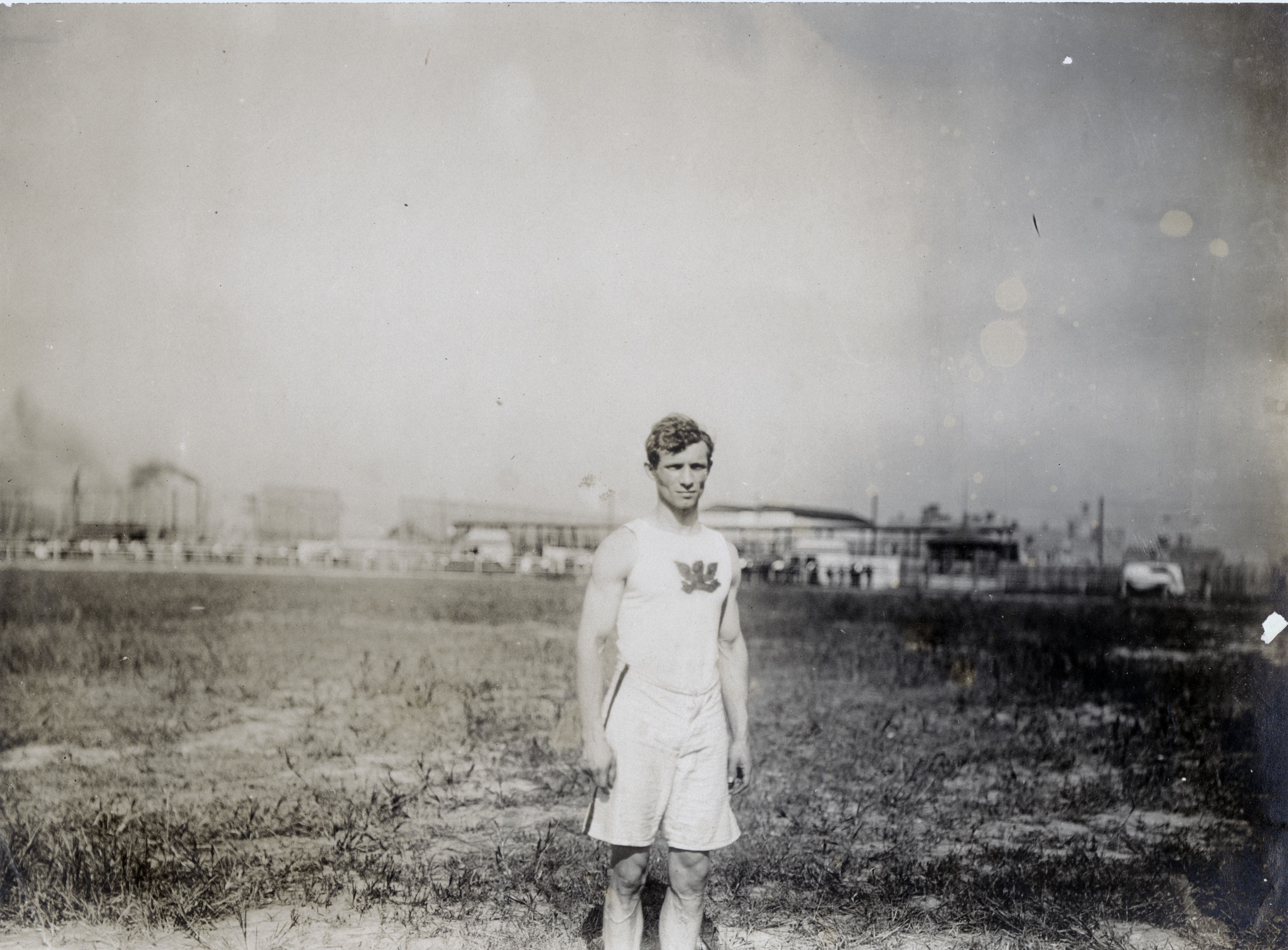
Der Olympiafünfte Meyer Prinstein – vor allem erfolgreich als Sieger im Weit- und Dreisprung
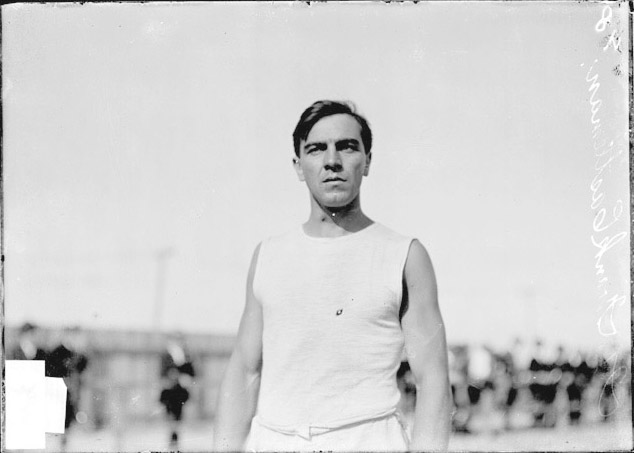
Frank Castleman belegte den sechsten Platz